# CMC Markets
CMC Markets (CMC Group) är ett globalt företag med en handelsplattform för onlinetrading av finansiella derivatinstrument, i huvudsak handel med CFD:er (Contract for difference) på aktier, index, råvaror, ETF, valutor och kryptovalutor. 
CMC Markets grundades 1989 av den brittiska finansmannen Peter Cruddas som idag också är CEO Företaget är börsnoterat på London Stock Exchange (LSE) och har sitt huvudkontor i London men har även kontor i Stockholm, Frankfurt, Dublin, Oslo, Warszawa, Singapore, Madrid, Nya Zeeland, Wien, Toronto och Sydney.